# 玛窦·霍普金斯
瑪竇·霍普金斯（英語：Matthew Hopkins，約1620年－1647年），或譯馬修·霍普金斯，是十七世紀英格蘭人，從文獻推估其信仰應為基督宗教，然而無法確實區分是新教或天主教。霍普金斯於1645年至1647年，周遊於英格蘭數個郡之間（主要是艾塞克斯郡及薩福克郡）尋找並辨識施行巫術害人的巫。依據這時期的相關文獻記載，霍普金斯的行為是尋巫（witchfind）或搜巫（witchsearch），而霍普金斯則被稱為尋巫者（witchfinder）或搜巫者（witchsearcher），因此本文將霍普金斯稱為尋巫者或尋巫人，巫（Witch）則因性別有男有女，故稱之為巫。霍普金斯於1647年出版的著作《巫之搜查法》（The Discovery of Witches）封面上，將其稱為「尋巫將軍」（Witchfinder General），但這是否是霍普金斯自稱或他人稱呼則不得而知，因為現存史料包括《巫之搜查法》內文皆無提及此稱號。霍普金斯雖得以在英格蘭進行尋巫，但同時也出現反對他的意見，例如1646年英格蘭清教徒牧師約翰·高勒（John Gaule）就於其著作《道德良心的選擇案例：關於巫和巫術》（Select Cases of Conscience: Touching Witches and Witchcrafts）中，抨擊霍普金斯的行為是詐騙。
霍普金斯尋巫的期間正是英國內戰時期（1642年－1651年），由於英國在內戰前早已流傳著巫的相關傳說，因此無法判斷尋巫行動於此時發起的原因是否與戰爭相關，然而可以想見霍普金斯的行為和戰爭相互影響，更進一步加深時人對巫術與戰爭交織的想像氛圍。值得一提的是，在霍普金斯之前無人進行過類似的尋巫行動，其死後曾與他合作的搭檔也停止尋巫，且日後再也沒有人使用過他的方法，但即使如此從霍普金斯的惡魔學理論也可觀察到，十六、十七世紀英格蘭社會中流傳的惡魔傳說變革，以及巫術審判與戰爭相聯結的可能性。
尋巫行動雖由霍普金斯主導，但根據史料紀錄，發起巫術控告的人是英格蘭鄉村的村民。霍普金斯的行動依據雖有宗教理由支撐，卻與同時代或早期的歐陸獵巫行動無關，然而即使如此，尋巫行動的重要性在於其顯示出當時社會關係之間的衝突，除了階級對立外，尋巫也能視為戰爭的緊張氛圍下產生的行動。

## 生卒年
由於缺乏證據，霍普金斯在尋巫前的生活難以確知，但多位研究巫術的歷史學者皆根據戶籍資料，主張其父親是住在薩福克郡威漢麥格納村的清教牧師詹姆斯·霍普金斯（James Hopkins，1582年－1635年），然而從留存文字資料來看，並無霍普金斯與詹姆斯·霍普金斯直接相關的證據。
霍普金斯約生於1620年，應是家族第四個孩子，關於其出生年及家族排行的證據是，一份1619年的遺囑註明贈金錢予霍普金斯家的三名孩子，分別是詹姆士、湯瑪士和約翰，並無馬修·霍普金斯的名字，然而其於1641年時已成為法律上認可的證人並出庭作證，因此可知當時他至少21歲，進而推算出霍普金斯的出生年分及家族排行。必須強調，上述觀點需奠基於詹姆斯·霍普金斯是馬修·霍普金斯之父的假設上。
關於霍普金斯的死亡，根據其同伴約翰·斯德恩的著作《巫術的確認與發現》（A Confirmation and Discovery of Witchcraft）中紀錄，霍普金斯於1647年死於肺部疾病，並埋葬於米斯特里鎮。坊間流傳一種說法，霍普金斯由於尋巫惹民怨，被憤怒的村民抓住，並對其施行他自己的識巫手法，測驗結果霍普金斯也是巫，因此最後被吊死。該傳說最初出現於十九世紀文學家塞繆爾·巴特勒的諷刺詩，除了巴特勒的生存年代與霍普金斯相差兩百多年，且巴特勒未解釋傳說來源外，霍普金斯進行尋巫的時段正值英國內戰期間，戰爭時本就謠言四起，但該傳說並非此時衍生，因此霍普金斯被吊死的說法應屬於巴特勒的文學想像。

## 動機
霍普金斯藉由尋巫獲取報酬，他在著作《巫之搜查法》中提到，每辨識一位嫌疑人收費二十先令。目前沒有明確證據可證實霍普金斯的尋巫動機，由於他是英格蘭史上首位將尋巫當作職業以謀取報酬的人，因此無法合理說明啟發其事業的契機。
有三種說法，一是金錢利益。如上所述霍普金斯尋巫有收取報酬，因此可直觀聯想到他是為了錢，然而其於《巫之搜查法》中寫到自己並非為了金錢利益而是本著服務社會的心。並且須強調，在霍普金斯之前沒有其他人靠此手段掙錢，霍普金斯無從得知尋巫有利可圖。
其二是為了宗教正義。假設詹姆斯·霍普金斯是霍普金斯父親的情況下，霍普金斯的成長環境應是虔誠的清教徒背景。如此一來霍普金斯因厭惡背棄上帝轉為和惡魔交好的巫，進而開始尋巫的理由則有合理之處。然而，正如本文開頭所述，無法判斷霍普金斯的確切信仰，《巫之搜查法》中也未出現任何顯示其信仰虔誠的字眼，書中確實引用寥寥數句《聖經》經文，但無法據此評斷其虔誠與否。
其三是受村民聘僱。根據霍普金斯寫給牧師高勒的信件所書，霍普金斯是受到村民的請託才至該村尋巫，因此不能排除霍普金斯接受委託才開始尋巫的說法。

## 方法
霍普金斯經手的首樁巫術案件，發生於1645年艾塞克斯郡的曼寧特里鎮（Manningtree），控訴者聲稱妻子受到名曰伊莉莎白·克拉克（Elizabeth Clarke）的獨腳貧婦詛咒致病。由於尋巫時英格蘭正值內戰期間，霍普金斯輾轉於各村郡尋巫的行為有間諜嫌疑，因此史家馬爾柯姆·哥斯克爾（Malcolm Gaskill）提出他應持有某種通行證的主張，然而哥斯克爾的論點未獲證實。
隨著霍普金斯開始尋巫，他使用的識巫手法可分為三個階段，分別是搜索（Search）、水判（Water Ordeal）與監看（Watch）。尋巫要經過上述步驟的原因為，英格蘭法律規定不得使用刑求傷害嫌疑犯身體，而使用這三種方法的目的也不在於取得嫌疑犯自白，僅是要確認嫌疑犯是否是巫，測試結果再於法院上供審判官參考用。
搜索的進行方式是，首先將嫌疑犯全身衣物及毛髮除去，再檢查嫌疑犯身上是否有可疑腫瘤或斑點，霍普金斯將此稱為惡魔印記，由於當時傳說巫與惡魔立定邪惡契約時，惡魔會將使魔（familiar）授予巫以供差遣，而使魔則會在執行完巫的命令後來到巫的身上吸吮其體液，因此霍普金斯認為如果嫌疑犯身上出現可疑的記號，該記號又對痛覺無感的話便有高機率是巫。
水判的進行方式是將嫌疑犯投入水中，如果他是清白的會往下沉，反之若有罪則會浮上水面。此判斷方式的理論依據，根據霍普金斯於《巫之搜查法》的敘述，來自英格蘭國王詹姆士一世的《惡魔學》（Daemonologie），《惡魔學》中記載到水是用來洗禮的神聖物質，假如邪惡的巫掉進去則不會被水接受包容。必須注意的是，水判因為會傷害身體，在後期霍普金斯尋巫時遭到法院禁用。

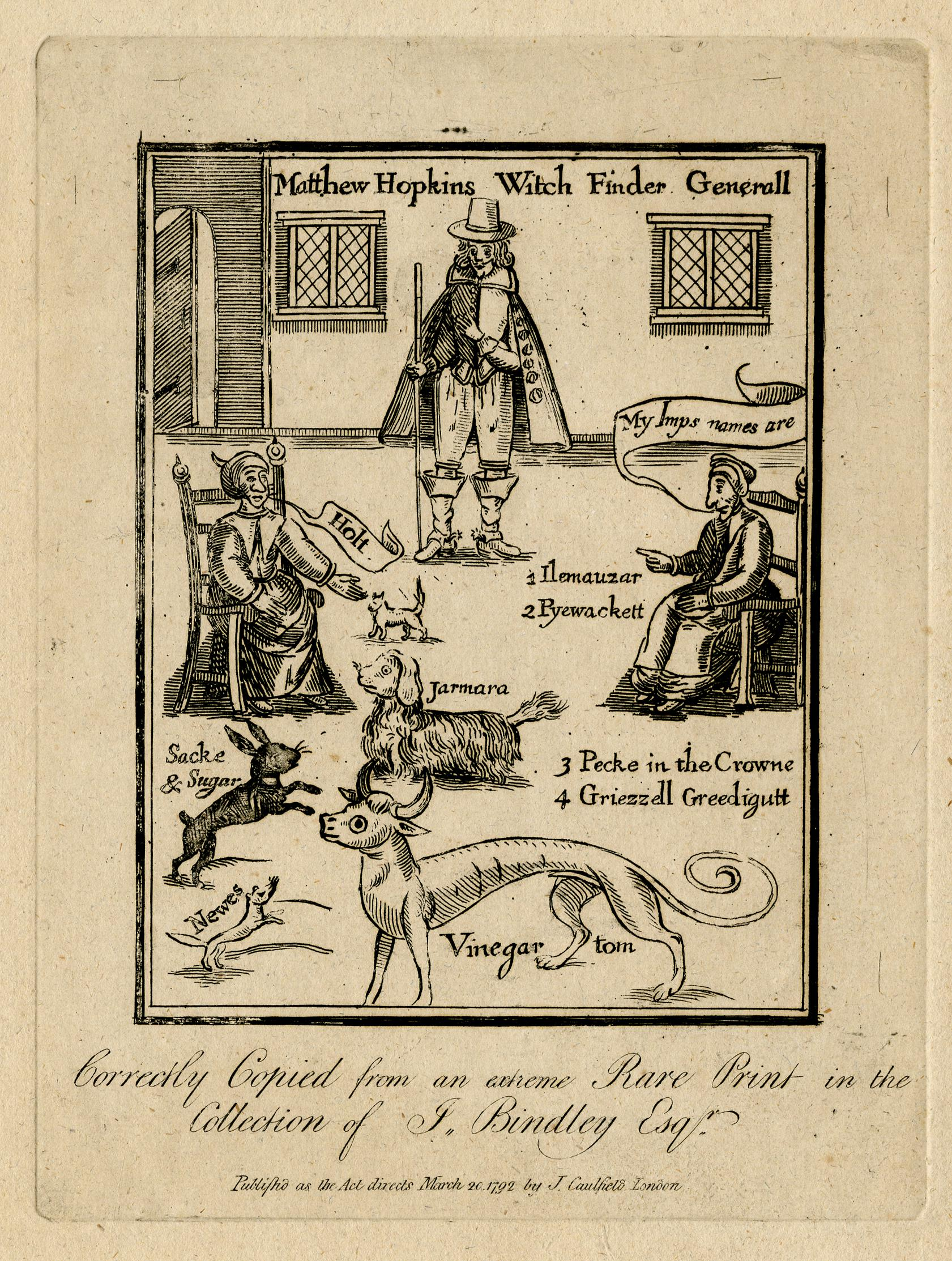
《巫之搜查法》封面，描繪著監看期間，嫌疑犯克拉克與其擁有的使魔

監看的方式則是，將嫌疑犯綁在椅子上拘禁於屋內三天，在這三天內派人監視嫌疑犯，並讓嫌疑犯不得吃喝且保持清醒，如果嫌疑犯是巫的話，他的使魔由於無法吸取主人身上的體液，必會飢餓難耐的跑進屋中試圖吸液。然而傳說中使魔會變換成各種型態，因此在監看時監看者需要時刻打掃房間，若見有蜘蛛或蒼蠅等物便嘗試殺之，如果無法殺死便可確認牠們是使魔。

## 近人研究
關於霍普金斯巫術事件的始末有許多因素交織其中，包括內戰時期的英格蘭各種謠言傳播，以及惡魔與巫勾結的說法在此時期成形。其中必須注意到，促使霍普金斯尋巫案成立的條件複雜，並非僅憑他一人之力就讓嫌疑犯被處死刑，除了在尋巫前，那些告發的村民已事先通過村中治病術士的占卜，確認嫌疑犯是施放詛咒的巫之外，多起目擊使魔現身的證詞也加重嫌疑犯的罪嫌，再加上嫌疑犯的身份多為乞討者、鬧事者或身障者等人緣不佳人士，多重因素疊加才造成巫術控告產生。
霍普金斯的尋巫無法決定嫌疑犯的命運，其結果僅供法院參考，最終仍須審判官下達判決結果。必須強調，雖然嫌疑犯受到如監看等讓心靈痛苦，而肉體不見損傷的隱性刑求，但至法院接受審判前，法官會讓嫌疑犯吃飽、喝足並獲得充足睡眠，甚至過的比某些嫌疑犯平時的生活還富足，即使如此，部分嫌疑人仍坦承自己施法害人以致終獲死刑，針對嫌疑犯自白的原因，研究者尚有許多不同看法。
另外，遭受霍普金斯尋巫的人數紀錄在案的有十九人，但斯德恩於《巫術的確認與發現》中卻聲稱有二百多人，關於人數的爭議史家目前有兩種觀點：一是實際人數比二百人多，因為尋巫者想要藉此減輕自己的過錯；二是實際人數比二百人少，因為尋巫者想藉由虛報人數來合理化自己的行為，試圖證明當時英格蘭有許多巫存在。

## 註解

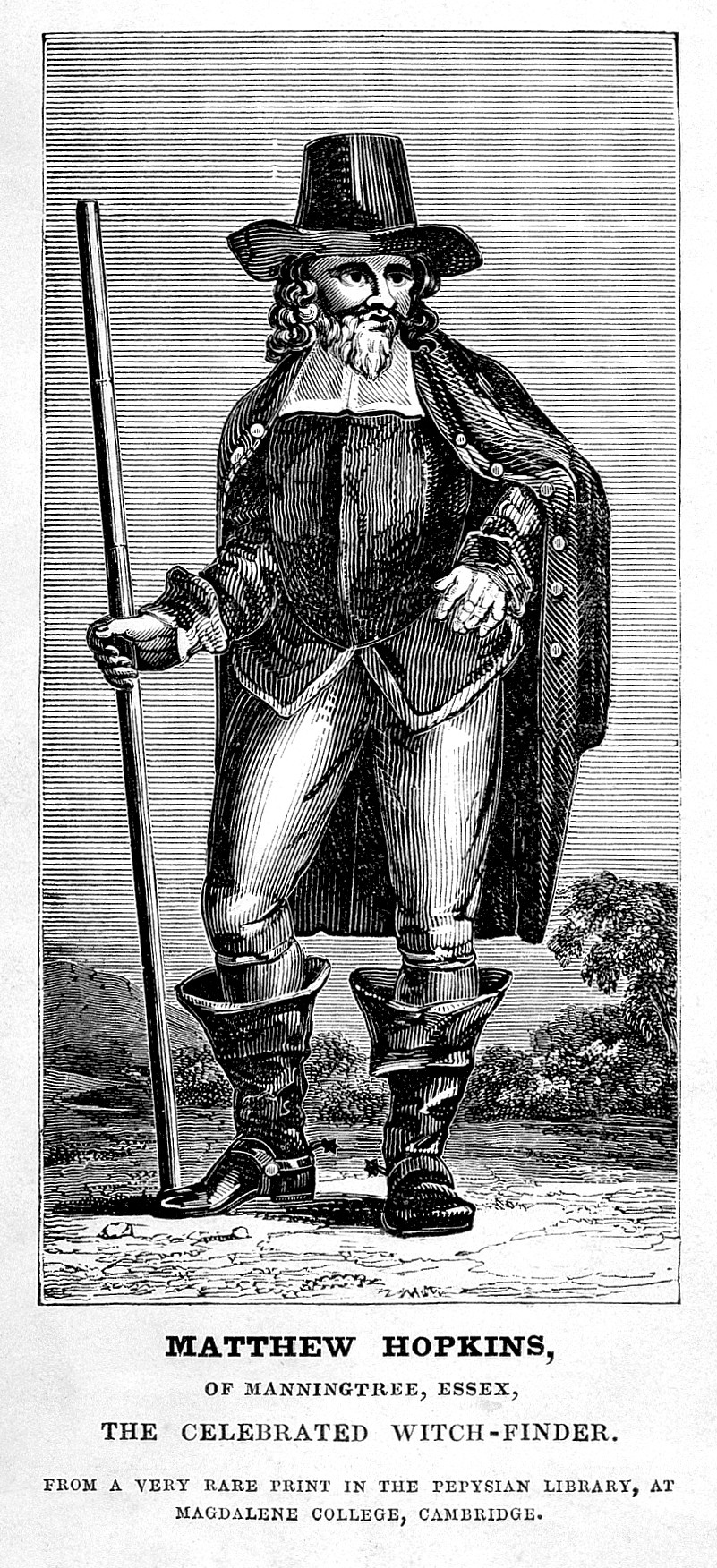
馬修·霍普金斯的肖像

1. ↑  Richard Deacon, Matthew Hopkins: Witch Finder General (London: Frederick Muller, 1976), 13
2. ↑  S. F. Davies, ed., The Discovery of Witches and Witchcraft: The Writings of the Witchfinders (Brighton: Puckrel Publishing, 2007), 50.
3. ↑  S. F. Davies, ed., The Discovery of Witches and Witchcraft: The Writings of the Witchfinders, 8.
4. ↑  請參考S. F. Davies, ed., The Discovery of Witches and Witchcraft: The Writings of the Witchfinders, 1-8.
5. ↑  請參考 John Gaule, Select Cases of Conscience: Touching Witches and Witchcrafts (London, 1646).
6. ↑  Brian P. Levack, Witch-Hunting in Scotland: Law, Politics and Religion (London: Routledge, 2008), 77.
7. ↑  Malcolm Gaskill, Witchfinders: A Seventeenth-Century English Tragedy, 2nd ed. (London: John Murray, 2006), 78-79.
8. ↑  使魔是傳說中，當惡魔與巫簽訂契約時，惡魔賜予巫以供其使喚作惡的動物型下級惡魔；另一說法是，惡魔將動物型下級惡魔（意即使魔）賜給有潛質成為巫的人，誘惑其利用使魔作惡，以達成拉攏其入夥的目的。使魔的英文用法有時可見imp, spirit 或 mommet，但familiar是最常見於史料的用法。使魔源於日文的翻譯（使い魔），中文亦可見密友、傭魔、小惡魔及惡魔僕從等翻譯，然而筆者認為使魔能傳達出受巫的「使喚去作惡的惡魔」之含意，且與日文相通，因此在本文採用使魔的用法。
9. ↑  請參考Donald Tyson, ed., The Demonology of King James I: Includes the Original Text of Daemonologie and News from Scotland (Minnesota: Llewellyn, 2011).
10. ↑  John Gaule, Select Cases of Conscience: Touching Witches and Witchcrafts, 77-79.